# پلانتاژل
پلانتاژل (به انگلیسی: PLANTAGEL)
رده درمانی: داروهای گیاهی
اشکال دارویی: ریزدانه

## موارد مصرف
پلانتاژل اصولاً جهت درمان اسهال غیر عفونی به کار می‌رود. کمک در درمان بیماریهای اسهالی، محافظ و ترمیم کننده آزردگیهای مخاط روده، کمک در درمان اسهال‌های حاد و مزمن

## اجزاء فراورده
پلانتاژل از گیاهان زیر تشکیل شده است:
۱- دانه بارهنگ 40% Plantago major
۲-برگ نعناع 5% Mentha sp
۳-کتیرا
پلانتاژل دارای صمغ، لیزاب و گلیکوزیدی بنام اوکوبین (Aucubin)، کولین، آدنین، پلانتنولیک و سوکسینیک اسید و اسانس نعنا فلفلی می‌باشد.

## مکانیسم اثر
مکانیسم اثر پلانتاژل برای درمان اسهال‌های ضعیف و شدید به کار می‌رود و بهترین دارو برای بیماران دارای رودهٔ عصبی (IBS) می‌باشد. پلانتاژل با جذب آب محتویات داخل روده موجب می‌شود زمان توقف آنها در روده افزایش یابد و التهاب روده را از بین می‌برد.

## عوارض جانبی
۱- در افراد حساس احتمال بروز واکنش‌های آلرژیک مانند درماتیت تماسی وجود دارد ۲- احساس گرفتگی صدا ۳- مصرف طولانی مدت آن باعث یبوست می‌شود ۴- سردرد خفیف و خواب آلودگی